# گذردهی (فیزیک)

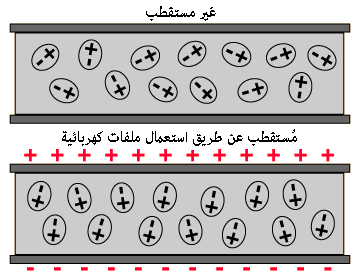
این تصویر به خاصیت قطبش (Polarization) در فیزیک اشاره دارد. دو بخش مجزا را نشان می‌دهد: بخش بالایی که غیر مستقطب (Unpolarized) است و بخش پایینی که با استفاده از میدان الکتریکی مستقطب (Polarized) شده است. در قسمت مستقطب، مولکول‌ها در جهت خاصی هم‌راستا شده‌اند که نتیجه‌ی اثر میدان الکتریکی است. این فرایند می‌تواند در مواد دی‌الکتریک مشاهده شود و برای ذخیره‌سازی انرژی الکتریکی کاربرد دارد.

گذردهی یکی از مهمترین ویژگی‌های دی‌الکتریک‌ها و بیانگر توانایی دی‌الکتریک در ذخیره‌سازی انرژی الکتریکی است. گذردهی هر محیط برابر است حاصلضرب گذرهی خلأ ({\displaystyle \epsilon _{0}}) در گذردهی نسبی (ثابت دی‌الکتریک {\displaystyle \epsilon _{r}}). ثابت گذردهی برای هر ماده‌ای متفاوت است اما برای بسیاری از مواد خطی مقداری بین ۱ تا ۱۰ دارد. در فضای آزاد (خلأ) ثابت گذردهی برابر است با ۸٫۸۵۴×۱۰-۱۲ فاراد بر متر.
{\displaystyle \epsilon =\epsilon _{r}\epsilon _{0}}
گذردهی را می‌توان میزان قطبیت‌پذیری یک ماده دانست. اگر ماده‌ای گذردهی بالاتری نسبت به مادهٔ دیگر داشته باشد، در میدان الکتریکی یکسان، می‌تواند بار الکتریکی بیشتری در خود ذخیره کند. از دید فیزیکی گذردهی بیان می‌دارد که ماده تا چه حد تحت تأثیر میدان الکتریکی قرار می‌گیرد و چه تأثیری روی آن می‌گذارد. گذردهی بیانگر نسبت بین میدان الکتریکی ماده به جابجایی الکتریکی در آن ماده است.
{\displaystyle \mathbf {D} =\varepsilon \mathbf {E} }

### مآخذ
- Croucher, Phil (2004). Jar professional pilot studies (به انگلیسی). Lulu.com. Retrieved 2013-05-06.
- Ph.D, Gary E. Musgrave; Larsen, Axel; Sgobba, Tommaso (2009). Safety Design for Space Systems (به انگلیسی). Butterworth-Heinemann. Retrieved 2013-05-06.
- Camara, John A. (2010). Power Reference Manual for the Electrical and Computer Pe Exam (به انگلیسی). www.ppi2pass.com. Retrieved 2013-05-06.
- Martinsen, Orjan G.; Grimnes, Sverre (2011). Bioimpedance and Bioelectricity Basics (به انگلیسی). Academic Press. Retrieved 2013-05-06.